# EV Carinae
Désignations
EV Carinae est une étoile supergéante rouge et une variable pulsante de type spectral M4Ia dans la constellation de la Carène. Elle est un membre probable de l'association stellaire Carina OB2 (en) le long de la nébuleuse de la Carène, à une distance présumée de ∼ 8 000 a.l. (∼ 2 450 pc) environ.
Elle est l'une des plus grandes étoiles connues, avec un rayon plus de 1 000 fois plus grand que celui du Soleil, et il s'agit également de l'une des étoiles les plus lumineuses connues, avec une luminosité de 200 000 L☉,. Si elle était placée au centre du système solaire, elle s'étendrait presque jusqu'à l'orbite de Jupiter. Des anciennes estimations basées sur des distances bien plus grandes lui donnaient des luminosités bien plus élevées, et par conséquent des rayons plus grands encore.
EV Car est une étoile variable semi-régulière dont la magnitude apparente visuelle varie de 7,4 à 9,0, ce qui fait qu'elle ne peut être vue qu'avec des jumelles ou un télescope. Différentes périodes ont été identifiées, mais celle qui domine est d'environ 347 jours.